# Гітлер капут!
«Гітлер капут!» (рос. Гитлер капут!) — російський комедійний фільм 2008 року. Прем'єра відбулася 18 вересня. Фільм заборонений до показу в Україні.

## Сюжет
Закінчується Друга світова війна, наближається 9 травня 1945. Російський розвідник Олександр Ісаєвич Осєчкін (Павло Дерев'янко) працює в Берліні на посаді штандартенфюрера СС Олафа Шуренберга. Шуренберг займається офісною роботою і «тусуєтся» в клубах.
Із Центру присилають радистку Зіну (Анна Семенович). Шура та Зіна закохуються одне в одного.
Мюллер (Юрій Гальцев) посилає Залізного Ганса (Олексій Огурцов) розібратися з Шуренбергом, проте останній вбиває Ганса. Борман (Юрій Стоянов) шантажує Шуренберга, обіцяючи видати, що той розвідник, якщо Шуренберг не погодиться на інтимні відносини з ним.
Шуренберг, розуміючи, що опинився на грані провалу, збирається втекти по спецканалу на Батьківщину. У цей момент Гестапо захвачує та піддає тортурам Зіну. Шуренберг шляхом обману підписує документ на її переведення від Бормана і забирає її. Вони разом нападають на Гітлера (Михайло Крилов) та Єву Браун (Ксенія Собчак), зв'язують їх та віднімають одяг. Переодягнувшись в цей одяг, вони пробують вийти з Гестапо, проте їх викривають. Вони втікають на машині (Опель) до кордону (лінії фронту). На радянському кордоні їх також не дуже радо вітають (воронок уже напоготові), і тому вони вже біжать і від фашистів, і від радянських солдат. Кузьміч (Олексій Булдаков) відкриває в стіні двері (натяк на Золотий ключик Толстого та на Аліса в Задзеркаллі Керола), через яку вони втікають в «ісконную Русь».

## У ролях
- Павло Дерев'янко — штандартенфюрер Олаф Шуренберг / Шура Осєчкін
- Анна Семенович — радистка Зіна
- Михайло Крилов — Адольф Гітлер
- Евеліна Бльоданс — фрау Оддо
- Юрій Стоянов — Борман
- Юрій Гальцев — Мюллер
- Анфіса Чехова — секс-шифровщиця
- Олексій Булдаков — Кузьмич
- Алексей Огурцов — Залізний Ганс
- Максим Максименко
- Юрій Михайлик
- Тіматі — 50 бундес-шилінгів
- Михайло Галустян — партизан Рабінович
- Ксенія Собчак — Єва Браун
- Ігор Гаспарян — інженер Гарік
- Ілля Олейников — підпільник
- Зоя Буряк — сутенерша
- Юрій Хвостенко — офіцер
- Артем Мануйлов — німецький офіцер

## Саундтрек
- МЕГАПОЛІС — Всемирный Karl- Marx- Stad
- Чунга-чанга (німецькою)
- Брітні Спірс — OOPS!... I did it again
- російський гімн
- Ленинград (про офіс)
- Чайковський — Лебедине озеро
- Тіматі
- Анна Семенович
- Банд'ерас — Columbia Pictures
- Гарік Сукачов
- Хенде Хох!
- Palast Orchestra
- Drum Ecstasy
- Вдоль по Питерской (німецькою)
- Who's Sorry Now?

## Касові збори
Під час показу в Україні, що розпочався 18 вересня 2008 року, протягом перших вихідних фільм демонстрували на 88 екранах, що дозволило йому зібрати $779,584 і посісти 1 місце в кінопрокаті того тижня. Фільм опустився на другу сходинку українського кінопрокату наступного тижня, хоч досі демонструвався на 88 екранах і зібрав за ті вихідні ще $271,740. Загалом фільм в кінопрокаті України пробув 8 тижнів і зібрав $1,451,233, посівши 10 місце серед найбільш касових фільмів 2008 року.

## Фотографії

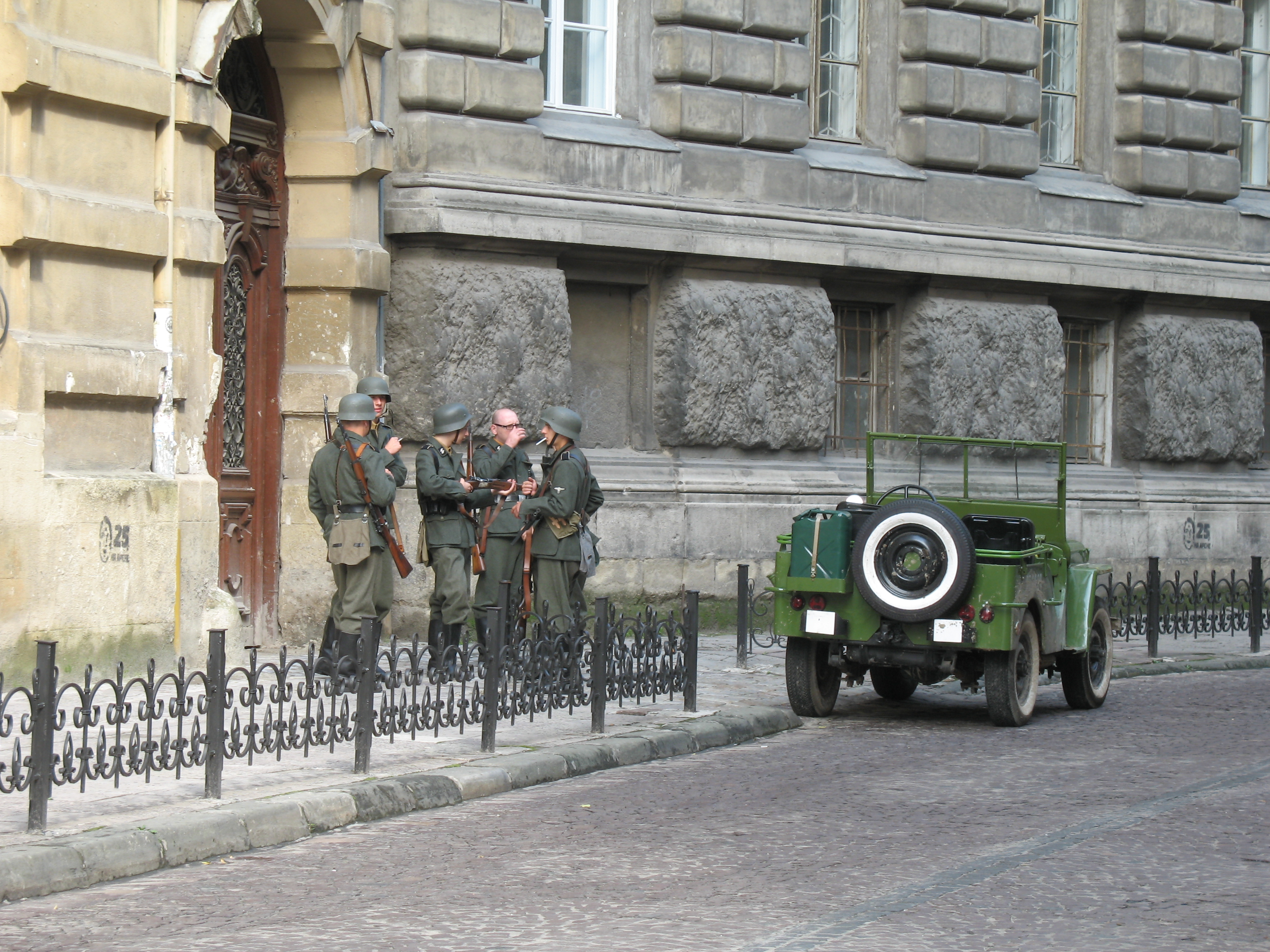
Актори масових сцен фільму на вулиці Т. Костюшка у Львові, позаду головного корпусу ЛНУ ім. Івана Франка
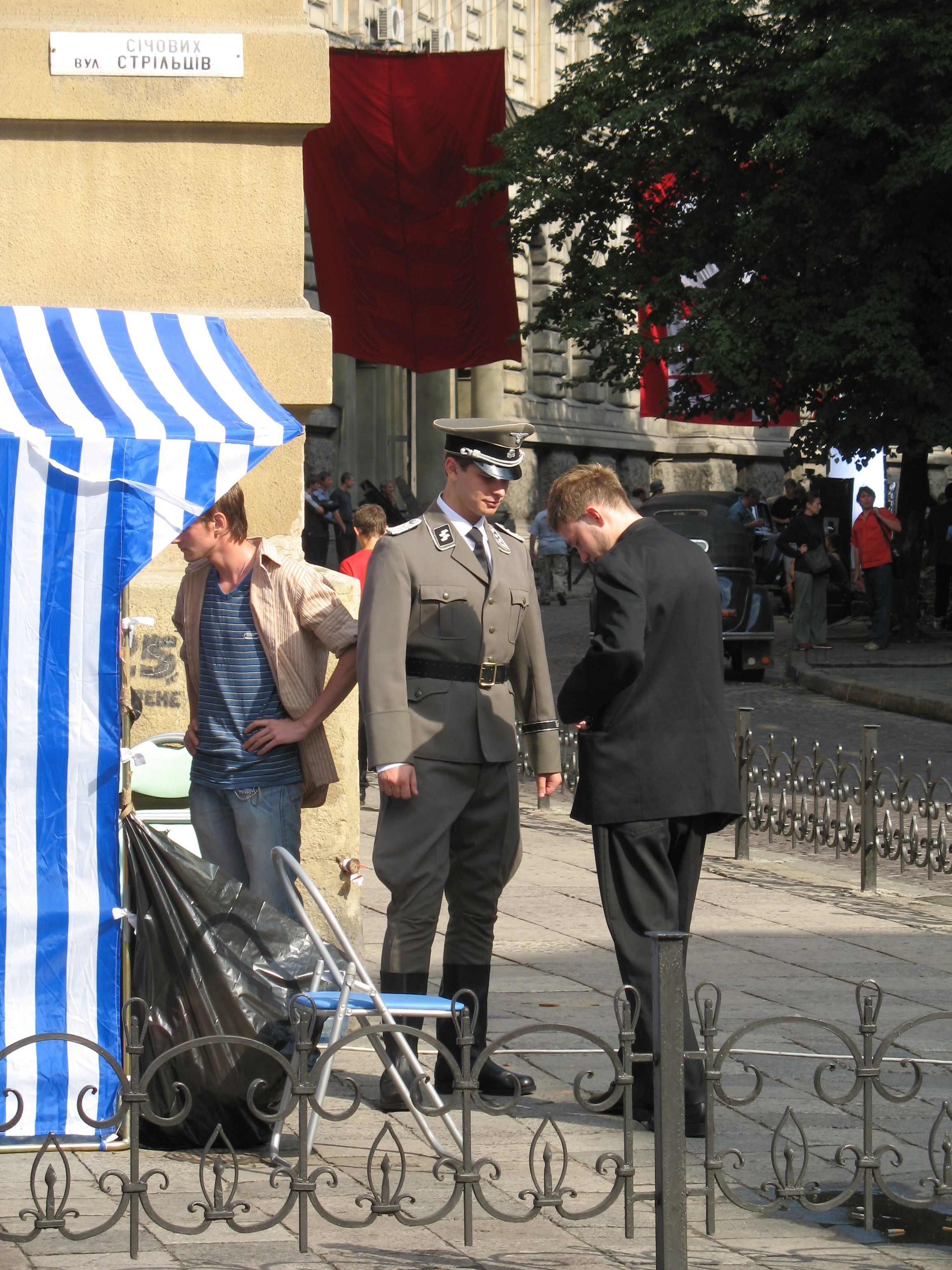
Знімальний майданчик фільму на розі вулиць Т. Костюшка та Січових Стрільців у м. Львові

## Факти
- Велику частину фільму було знято у Львові[5][6]
- Фільм викликав хвилю критичних публікацій в пресі, а також висловлювань публічних осіб про недотримання моральних та етичних норм в фільмі, відсутності в фільмі сюжету[7]

### Рецензії
- Волобуєв Р. Автопортрет нації [Архівовано 4 жовтня 2008 у Wayback Machine.] // «Афиша», 2 вересня 2008 року
- Олег Вергеліс. Самый подлый фильм. Победа Гитлера на постсоветском пространстве // Дзеркало Тижня. — 2008. — Т. 36, вип. 715 (3 жовтня). Архівовано з джерела 6 квітня 2015. Процитовано 3 жовтня 2008.